# Rhagodes
Genre
Synonymes
- Rhax Hermann, 1804
- Rhagodella Roewer, 1933

Rhagodes est un genre de solifuges de la famille des Rhagodidae.

## Distribution
Les espèces de ce genre se rencontrent en Afrique de l'Est, en Afrique du Nord, au Moyen-Orient, en Asie du Sud et en Asie centrale.

## Liste des espèces
Selon Solifuges of the World (version 1.0) :
- Rhagodes aegypticus Roewer, 1933
- Rhagodes ahwazensis Kraus, 1959
- Rhagodes albolimbata Caporiacco, 1927
- Rhagodes anthracinus Pocock, 1900
- Rhagodes ater (Roewer, 1933)
- Rhagodes aureus (Pocock, 1889)
- Rhagodes buryi Pocock, 1903
- Rhagodes caucasicus Birula, 1905
- Rhagodes eylandti (Walter, 1889)
- Rhagodes furiosus (C. L. Koch, 1842)
- Rhagodes karschi Kraepelin, 1899
- Rhagodes leucopygus Birula, 1905
- Rhagodes massaicus Roewer, 1933
- Rhagodes melanochaetus Heymons, 1902
- Rhagodes melanopygus (Walter, 1889)
- Rhagodes melanus (Olivier, 1807)
- Rhagodes metatarsalis (Roewer, 1933)
- Rhagodes minor Lawrence, 1956
- Rhagodes nicotrae Caporiacco, 1939
- Rhagodes persica Kraepelin, 1899
- Rhagodes phipsoni (Pocock, 1895)
- Rhagodes plumbescens (Walter, 1889)
- Rhagodes rothschildi Pocock, 1903
- Rhagodes semiflavus (Pocock, 1889)
- Rhagodes strandi Caporiacco, 1939
- Rhagodes trambustii Caporiacco, 1950
- Rhagodes zugmayeri (Roewer, 1933)

## Publication originale
- Pocock, 1897 : On the genera and species of tropical African arachnids of the order Solifugae with notes upon the taxonomy and habits of the group. The Annals and Magazine of Natural History, sér. 6, vol. 20, p. 249-272 (texte intégral).